# Industry (Califórnia)
Industry é uma cidade localizada no estado americano da Califórnia, no Condado de Los Angeles. Foi incorporada em 18 de junho de 1957.

## Geografia
De acordo com o United States Census Bureau, a cidade tem uma área de 31,2 km², onde 30,5 km² estão cobertos por terra e 0,7 km² por água.

### Localidades na vizinhança
O diagrama seguinte representa as localidades num raio de 8 km ao redor de Industry.

## Demografia
Segundo o censo nacional de 2010, a sua população é de 219 habitantes e sua densidade populacional é de 7,18 hab/km². Possui 73 residências, que resulta em uma densidade de 2,39 residências/km².